# Colin Ferguson (tueur de masse)
Pour les articles homonymes, voir Ferguson.
Colin Ferguson est un tueur de masse américain d'origine jamaïcaine condamné en 1995 pour le « Massacre du Long Island Railroad » à la station du train de l'Avenue Merillon dans Garden City à Long Island, en banlieue new-yorkaise.
Le 7 décembre 1993, au moment où le train entrait en gare, Ferguson sortit un pistolet Ruger P-89 de calibre 9 mm et se mit à faire feu sur les passagers. Au total, 6 personnes décèdent des suites de leurs blessures et 19 autres sont blessées avant que le tireur ne soit maîtrisé par trois citoyens.
Ferguson purge présentement une sentence à vie de 315 ans et 8 mois au Centre correctionnel d'Attica dans l'État de New York. Il est éligible à une libération conditionnelle le 6 août 2309.